# Paratopula ankistra
Paratopula ankistra är en myrart som beskrevs av Bolton 1988. Paratopula ankistra ingår i släktet Paratopula och familjen myror. Inga underarter finns listade i Catalogue of Life.